# Nicky Walker
Joseph Nicol Walker – detto Nicky – (Aberdeen, 29 settembre 1962) è un ex calciatore scozzese, di ruolo portiere.

## Palmarès
- Campionato scozzese: 2

Rangers: 1986-1987, 1988-1989
- Coppe di Lega Scozzese: 4

Rangers: 1983-1984, 1984-1985, 1986-1987, 1988-1989